# Château de Chevigny
Le château de Chevigny est un château  du XVIIIe siècle situé à Millery, en Bourgogne-Franche-Comté.

## Localisation
Le château est situé au nord de Semur-en-Auxois, entre Millery et le hameau de Chevigny, à flanc de coteau sur un replat dominant la RD 980.

## Historique
La seigneurie de Chevigny remonte au moins au XIIIe siècle : Guillaume de Mello en est seigneur en avril 1282, Pierre d'Ostun en 1308. Le 23 avril 1360, elle se rebelle contre le bailli d’Auxois entraînant le siège du château. En février 1362, des membres de la garnison sont pris à partie à Genay. Le 21 novembre 1368, Guillaume de Cluny, lieutenant du bailli d'Auxois, fait appel à cette garnison, pour chasser des compagnies en maraude. En 1455, le bailli d'Auxois se déplace à Chevigny pour obliger Thibaut du Plessis à verser l'impôt pour la croisade contre les Turcs. 
Le 23 avril 1592, le château de Chevigny est démantelé. 
En 1794, il subsiste encore quatre tours entre lesquelles plusieurs bâtiments délimitent une vaste cour carrée où on pénètre par une grande porte non fortifiée sous pavillon carré, le tout entouré de fossés. En avant de cette maison une première cour dont l'entrée est sous pavillon quarré avec meurtrière (répétition ?) ; le reste de la cour est fermé par des remparts en grande partie détruits. Dans cette première cour se trouve la grosse tour ronde du colombier en pierre où sont encore des pigeons[réf. souhaitée].

## Architecture
L'ancien château de Chevigny comporte une ruine, détruite et reconstruite à plusieurs reprises, et une ferme dont les hangars occupent les douves. Le tout est entouré d'un fossé sec de 18 mètres de large comblé au nord, en voie de comblement à l'ouest et doublé d'un second fossé au sud. La cour rectangulaire du château qui s'ouvrait au nord-est sur une basse-cour de taille sensiblement égale, est occupée par des bâtiments modernes. 
Le château, orienté est-ouest semble avoir été conçu autour d'un donjon rectangulaire. Il n’en reste que trois tours rondes ruinées au-delà du premier étage situées au nord-ouest, sud-ouest et sud-est, le bâtiment d'enceinte sud et l'amorce du bâtiment est. Le bâtiment d'enceinte sud est aveugle sauf à l’ouest où il présente de grandes baies du XVIIIe siècle. Le bâtiment d'enceinte nord a disparu[réf. souhaitée].  
Le château et l'emprise de ses anciens fossés sont inscrits aux monuments historiques par arrêté du 28 novembre 1994.